# Krzysztof Kowalewski
Krzysztof Kowalewski (ur. 20 marca 1937 w Warszawie, zm. 6 lutego 2021 tamże) – polski aktor filmowy, telewizyjny, teatralny, kabaretowy i radiowy, pedagog.
Znany był głównie z licznych ról komediowych. Na filmowym ekranie zadebiutował w 1960 w filmie Aleksandra Forda Krzyżacy, wystąpił w około 120 filmach i serialach telewizyjnych. Zagrał ponad tysiąc ról w Teatrze Polskiego Radia. Przez wiele lat był wykładowcą w Państwowej Wyższej Szkole Teatralnej im. Aleksandra Zelwerowicza w Warszawie.

## Życiorys

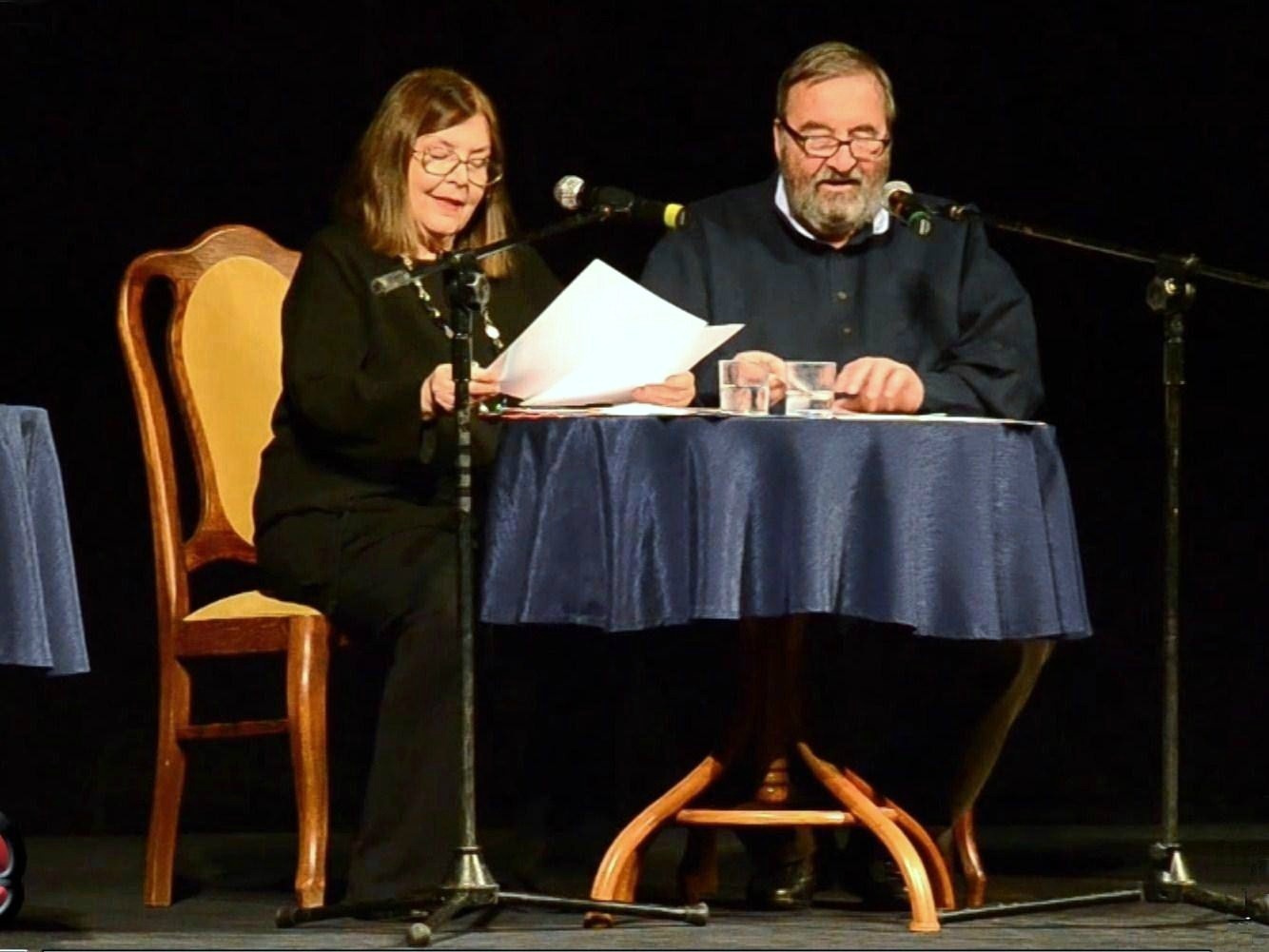
Inscenizacja słuchowiska radiowego Kocham pana, panie Sułku (Polskie Radio). Marta Lipińska – pani Eliza, Krzysztof Kowalewski – pan Sułek (2013)

Jego ojcem był Cyprian Leon Kowalewski, ekonomista, dyrektor fabryki papieru w Jeziornie, weteran wojny polsko-bolszewickiej i III powstania śląskiego, zamordowany w 1940 r. w Charkowie. Matką była Elżbieta Kowalewska z d. Herszaft, aktorka pochodzenia żydowskiego, a wujem malarz Adam Herszaft.
Przez całą wojnę matka ukrywała przed Krzysztofem swoje żydowskie korzenie. Po upadku powstania warszawskiego przeprowadzili się ze zrujnowanej stolicy do Kielc. Wyjechali z nich w dzień po pogromie 4 lipca 1946 r. i wrócili do Warszawy. W 1955 r. ukończył stołeczne XIV Liceum Ogólnokształcące im. Klementa Gottwalda, następnie dostał się do Państwowej Wyższej Szkoły Teatralnej, którą ukończył w 1960. Na dyplomie muzycznym wykonał utwór „Ach Ludwiko” do słów Juliana Tuwima.
W tym samym roku zadebiutował jako aktor epizodyczny w Krzyżakach Aleksandra Forda. W marcu 1961 r. wystąpił po raz pierwszy na deskach Teatru Dramatycznego, z którym był związany do 1962. W latach 70. i 80. wystąpił m.in. w filmach wojennych Witolda Lesiewicza Kwiecień (1961) oraz Miejsce dla jednego (1965), kryminale Janusza Nasfetera Zbrodniarz i panna (1963), filmach Janusza Majewskiego Urząd (1969), Zbrodniarz, który ukradł zbrodnię (1969) oraz C.K. Dezerterzy (1985), serialu wojennym Janusza Morgensterna „Kolumbowie” (1970) czy filmie psychologicznym Jerzego Stefana Stawińskiego Godzina szczytu (1973).
Kowalewski często występował w filmach Stanisława Barei. W filmie Nie ma róży bez ognia (1974) zagrał milicjanta. W 1976 zagrał główną rolę Michała Romana w Brunecie wieczorową porą. W 1978 w Co mi zrobisz, jak mnie złapiesz grał Tadeusza Krzakoskiego, dyrektora „Pol-Pimu”, natomiast w Misiu (1980) – Jana  Hochwandera, kierownika produkcji filmu Ostatnia paróweczka hrabiego Barry Kenta.
Aktor teatrów: Klasycznego, Dramatycznego, Polskiego, Studenckiego Teatru Satyryków, Rozmaitości, Kwadrat oraz Teatru Współczesnego w Warszawie (od 1977).
Był związany przez wiele lat z Teatrem Polskiego Radia. Dyrektor tegoż, Janusz Kukuła, przyznaje, że Krzysztof Kowalewski jest jego ulubionym (radiowym) aktorem. Kowalewski znany jest radiosłuchaczom przede wszystkim za sprawą głównej roli w słuchowisku Kocham pana, panie Sułku, emitowanym na antenie Programu Trzeciego Polskiego Radia. 29 lutego 2012, niedługo przed 75. urodzinami aktora, Program Trzeci Polskiego Radia zorganizował benefis Krzysztofa Kowalewskiego. Wydarzenie było emitowane na żywo na antenie rozgłośni. W latach 2004–2019 wspierał działania Fundacji Polsat corocznie wcielając się w rolę Świętego Mikołaja podczas Mikołajkowego Bloku Reklamowego.
Został członkiem honorowego komitetu poparcia Bronisława Komorowskiego przed przyspieszonymi wyborami prezydenckimi 2010 oraz przed wyborami prezydenckimi w Polsce w 2015.
Zmarł 6 lutego 2021 w wieku 83 lat. 19 marca 2021 po mszy świętej w kościele św. Brata Alberta i św. Andrzeja Apostoła, został pochowany na cmentarzu Powązkowskim w Warszawie (kwatera 324-5-20).

## Nagrody (wybór) i odznaczenia

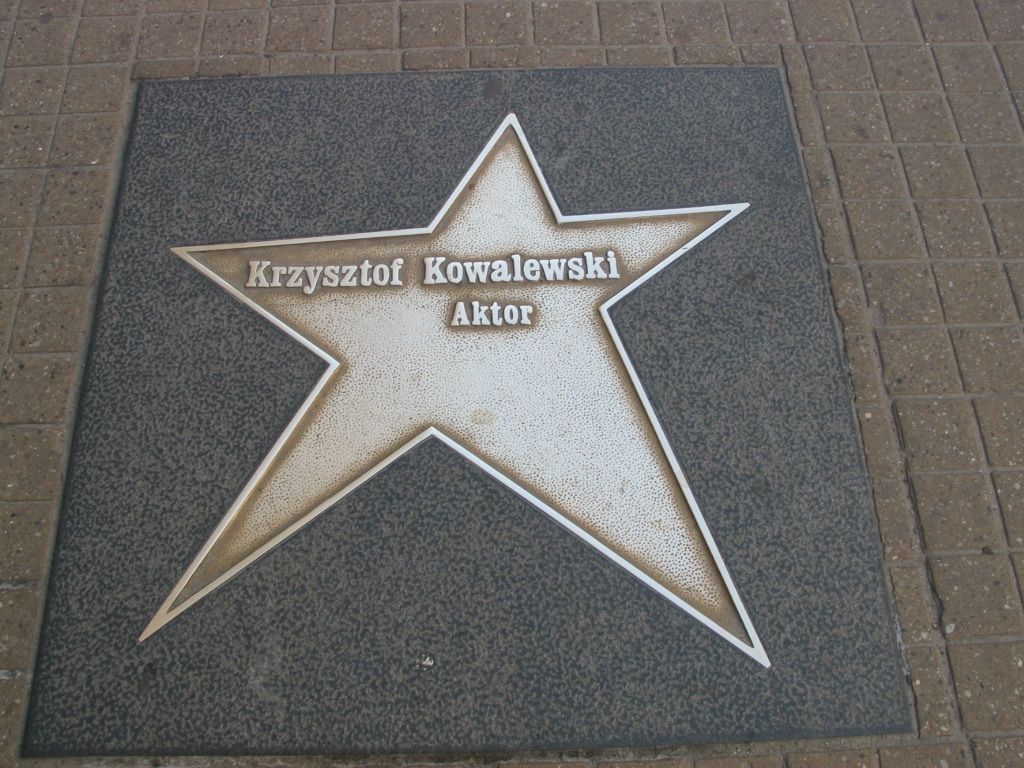
Gwiazda Kowalewskiego w łódzkiej Alei Gwiazd

- Krzyż Kawalerski Orderu Odrodzenia Polski – 2002[18]
- Złoty Medal „Zasłużony Kulturze Gloria Artis” – 2009[19][20]
- Odznaka honorowa „Za Zasługi dla Warszawy” – 1989[21]
- Wielki Splendor (1992)[22] – nagroda przyznana przez Zespół Artystyczny Teatru Polskiego Radia

## Życie prywatne
Po raz pierwszy ożenił się w latach 60., z kubańską tancerką – Vivian Rodriguez, z którą rozwiódł się po 3 latach i jej wyjeździe do Paryża. Z tego związku miał syna Wiktora (ur. 1967), od 1981 stale przebywającego za granicą. Wiktor Kowalewski wraz z rodziną mieszka w Los Angeles, pracuje w branży komputerowej oraz jest trenerem żeńskiej drużyny piłkarskiej. Wnuczka Krzysztofa ze strony syna, Sacha Kowalewski kształciła się na Ruskin School of Acting oraz zagrała wraz z nim w filmie Proceder (2019). Przez wiele lat był związany z aktorką Ewą Wiśniewską. Od 2002 do śmierci był mężem aktorki Agnieszki Suchory, z którą miał córkę Gabrielę (ur. 2000).

## Filmografia

### Filmy i seriale
- 1960: Krzyżacy – łucznik krzyżacki
- 1961: Kwiecień – Sulikowski
- 1961: Dwaj panowie N – żołnierz w koszarach rozładowujący wóz Nowaka
- 1963: Zbrodniarz i panna – podwładny chorążego Szymańskiego
- 1964: Pingwin – pasażer autobusu
- 1965: Miejsce dla jednego – sierżant MO
- 1966: Marysia i Napoleon – oficer
- 1969: Zbrodniarz, który ukradł zbrodnię – świadek napadu
- 1969: Urząd – asystent kardynała
- 1970: Zapalniczka – milicjant podający się za gazownika
- 1970: Spacer – kapitan
- 1970: Kolumbowie – kat na Gestapo (odc. 2)
- 1972: Z tamtej strony tęczy – sąsiad Teresy
- 1972: Uciec jak najbliżej – działacz
- 1972: Siedem czerwonych róż, czyli Benek Kwiaciarz o sobie i o innych – koleś zaczepiający hipisa
- 1972: Poślizg – pielęgniarz w izbie wytrzeźwień
- 1973: Znak – mąż Andrzej
- 1973: Stawiam na Tolka Banana – tajniak (odc. 7)
- 1973: Wielka miłość Balzaka – Theophile Gautier
- 1973: Sekret – mąż Teresy
- 1973: Godzina szczytu – inżynier Adamczewski
- 1974: Potop – Roch Kowalski
- 1974: Nie ma róży bez ognia – milicjant
- 1974: Urodziny Matyldy – podrywacz Matyldy
- 1974: Najważniejszy dzień życia – ksiądz (odc. 2)
- 1974: Łukasz – nauczyciel
- 1974: Koniec wakacji – nauczyciel
- 1974: Gniazdo – Bolesław, syn Bolesława I Okrutnego
- 1974–1977: Czterdziestolatek – Benek, znajomy pielęgniarki Krystyny
- 1975: Trzecia granica – Dederkiewicz, pracownik konsulatu polskiego w Budapeszcie
- 1975: Grzech Antoniego Grudy – milicjant
- 1976: Brunet wieczorową porą – Michał Roman
- 1976: Złota kaczka – żołnierz w karczmie grający w kości
- 1976: Wakacje – uczestnik obozu lekarzy (odc. 2)
- 1976: Szaleństwo Majki Skowron – dyrektor Skowron, ojciec Majki (odc. 6 i 9)
- 1976: Polskie drogi – ułan Waligórski (odc. 1)
- 1976: Czy jest tu panna na wydaniu? – Henio Bąbała
- 1977: Deja vu czyli skąd my to znamy –
  - kolejarz (głos),
  - pacjent profesora (głos)
- 1978: Co mi zrobisz, jak mnie złapiesz – dyrektor Tadeusz Krzakoski
- 1978: Rodzina Leśniewskich – tata Leśniewski
- 1978: 07 zgłoś się – aktor wysiadający z pociągu na dworcu Łódź Fabryczna (odc. 7)
- 1979: Wściekły – spotkany na ulicy kolega Zawady
- 1979: Skradziona kolekcja – Andrzej, sąsiad Joanny
- 1979: Kung-fu – dyrektor Nałęcz
- 1979: Igraszki z diabłem (Teatr Telewizji 1979) jako zbój
- 1980: Miś – Jan Hochwander
- 1980: Rodzina Leśniewskich – tata Leśniewski
- 1980–1981: Fortele Jonatana Koota – narrator (głos)
- 1981: Wielka majówka – prezes Śliwa
- 1981: Najdłuższa wojna nowoczesnej Europy – Maksymilian Jackowski
- 1981: Miłość ci wszystko wybaczy – właściciel „Sfinksa”
- 1982: Wyjście awaryjne – komendant MO
- 1982: Jeśli się odnajdziemy – Jan Ogródek
- 1983: Lata dwudzieste... lata trzydzieste... – Jan Krzyżtoporski
- 1984: Zabawa w chowanego – sąsiad Adama
- 1984: Miłość z listy przebojów – „Karus”
- 1985: Jezioro Bodeńskie – Pociejak
- 1985: Urwisy z Doliny Młynów – Leon Dędek
- 1985: Rośliny trujące – właściciel mieszkania
- 1985: Pewnego letniego dnia... – Stanisław Grzałek
- 1985: C.K. Dezerterzy – szef kompanii
- 1986: Zmiennicy – Tomasz Michalik
- 1986: Klementynka i Klemens – gęsi z Doliny Młynów – Leon Dędek
- 1986: Kurs na lewo – dyrektor
- 1986: Komediantka – Jan Cabiński, dyrektor teatru
- 1987: Cesarskie cięcie – sekretarz Rozmaryn
- 1987: Misja specjalna – kucharz Jan
- 1987: Komediantka – Jan Cabiński, dyrektor teatru
- 1988: Nowy Jork, czwarta rano – strażnik więzienny Cieślak
- 1988: Męskie sprawy – Kazimierz Klinger
- 1989: Janka – dziadek Janki
- 1989: Co lubią tygrysy – Marek
- 1989: Goryl, czyli ostatnie zadanie... – Bolek
- 1990: Janka – dziadek Janki
- 1990: Życie za życie. Maksymilian Kolbe – redaktor naczelny
- 1990: Domena władzy – właściciel strzelnicy w lunaparku
- 1991: Rozmowy kontrolowane – pułkownik Zygmunt Molibden
- 1991: Panny i wdowy – proboszcz w Jurowiczach (odc. 1)
- 1991: Panny i wdowy – proboszcz
- 1991: Dzieci wojny – proboszcz
- 1992: Kuchnia polska – szef komisji wojskowej (odc. 4)
- 1992: 1968. Szczęśliwego Nowego Roku – szef komisji wojskowej
- 1992–1996: Film pod strasznym tytułem – Tatun (głos)
- 1993: Jacek – sąsiad (odc. 5)
- 1993: Człowiek z... – pułkownik, komendant szpitala
- 1994: Panna z mokrą głową – teść Podkówki (odc. 5-6)
- 1994: Panna z mokrą głową – teść Podkówki
- 1994: Bank nie z tej ziemi – ojciec Hani (odc. 11)
- 1994–1996: Sceny z życia smoków – smok Antoni (głos, odc. 1-5)
- 1995: Nic śmiesznego – kierownik produkcji filmu „Klęska”
- 1995: Awantura w Chioggi – Padron Fortunato
- 1995: Horror w Wesołych Bagniskach – Apolinary
- 1995: Awantura o Basię – nauczyciel geografii
- 1996: Nocne graffiti – szef Laleczki
- 1996: Maszyna zmian. Nowe przygody – nauczyciel (odc. 3)
- 1996: Bar Atlantic – proboszcz Sikora (odc. 9)
- 1996: Awantura o Basię – nauczyciel geografii
- 1997: Sposób na Alcybiadesa – dyrektor „Dyr”
- 1997–1998: Rodziców nie ma w domu – dziadek
- 1997: Pokój 107 – Józef Zięba
- 1997: Musisz żyć – Wolski
- 1997: Boża podszewka –  masarz Bartoszewicz (odc. 6)
- 1998: Złoto dezerterów – dowódca straży bankowej
- 1998: Spona – dyrektor „Dyr”
- 1998: Siedlisko – profesor Wiesław Wanat
- 1999: Palce lizać – kucharz Stanisław Rudzki
- 1999: Operacja „Koza” – pułkownik UOP-u Krępski
- 1999: Ogniem i mieczem – Onufry Zagłoba
- 1999: Wszystkie pieniądze świata – Hrehorowicz
- 1999: Lot 001 (odc. 12)
- 2000–2001: Graczykowie – szef Wieśka Graczyka
- 2000–2001: Adam i Ewa – Stanisław Wilczyński
- 2000: Ogniem i mieczem – Onufry Zagłoba
- 2000: O czym szumią kierpce – baca
- 2000: Skarb sekretarza – Eugeniusz Wróbel, wójt Piasków
- 2000: Odwrócona góra albo film pod strasznym tytułem – Tatun (głos)
- 2001: W pustyni i w puszczy – Grek Kaliopuli
- 2001: W pustyni i w puszczy – Grek Kaliopuli
- 2001–2003: Szpital na perypetiach – ord. mgr Zygmunt Łubicz
- 2001–2002: Graczykowie, czyli Buła i spóła – inżynier Zenek Rumian
- 2001: Garderoba damska – Tomasz, siostrzeniec Zofii (odc. 12)
- 2002: Król przedmieścia –
  - Leszek Kowalski,
  - Dżefrej Kowalski
- 2002: Kariera Nikosia Dyzmy – b. major SB Borewicz
- 2002: Jest sprawa... jako Eugeniusz Wróbel, wójt Piasków
- 2003–2009: Daleko od noszy – ordynator Zygmunt Łubicz
- 2003: Ubu Król – Pissedoux
- 2003: Rodzinka – Gała, ojciec Sebastiana (odc. 3)
- 2003: Na dobre i na złe – burmistrz Józef Pogoda (odc. 139, 153 i 162)
- 2003: Bao-Bab, czyli zielono mi – generał Mamoń
- 2004: Nigdy w życiu! – ojciec Judyty
- 2006: Gdzie jest Nowy Rok? – Stary Rok (głos)
- 2006: Ja wam pokażę! – ojciec Judyty
- 2006: Dublerzy – komisarz Zadyma
- 2006: Dublerzy (serial) – komisarz Zadyma
- 2006: Apetyt na miłość – poseł Krupisko (odc. 11 i 13)
- 2007: Alter ego – narrator (głos)
- 2007: Ryś – Zygmunt Molibden, komendant policji w Suwałkach
- 2007–2008: Niania – ojciec Maksa (odc. 74 i 110)
- 2007: Ja wam pokażę! – ojciec Judyty
- 2008: Serce na dłoni – chirurg
- 2008: Podróże na burzowej chmurze – Liczyrzepa (głos, odc. 2)
- 2009: Mniejsze zło – lekarz
- 2009: Złoty środek – minister Kwiatkowski
- 2009: 39 i pół – major Chełka (odc. 17)
- 2009: Synowie – pułkownik Ryszard Chrom (odc. 14-15)
- 2010–2011: Daleko od noszy 2 – ord. mgr Roman Łubicz
- 2010: Sztuka bez tytułu – ojciec Wengierowicz
- 2011: Daleko od noszy. Szpital futpolowy – ordynator Zygmunt Łubicz
- 2012–2014: Piąty Stadion – Waldemar Nowakowski
- 2013: Prawo Agaty – Lucjan Zawilski (odc. 33)
- 2017: Daleko od noszy. Reanimacja – minister zdrowia Roman Łubicz
- 2017: Ja i mój tata – Edward, ojciec Dawida
- 2018: Piotrek the 13th III. Dziecku Rozmaryn – doktor
- 2019: Proceder – więzień „Szajba”
- 2019: Nigdy dobrze – Wiesław
- 2020: Amatorzy – Bartoszek
- 2021: Krime Story. Love Story – więzień „Anioł”
- 2021: Wesele – świadek

### Dubbing
- 1965: Żona Lota – Paul

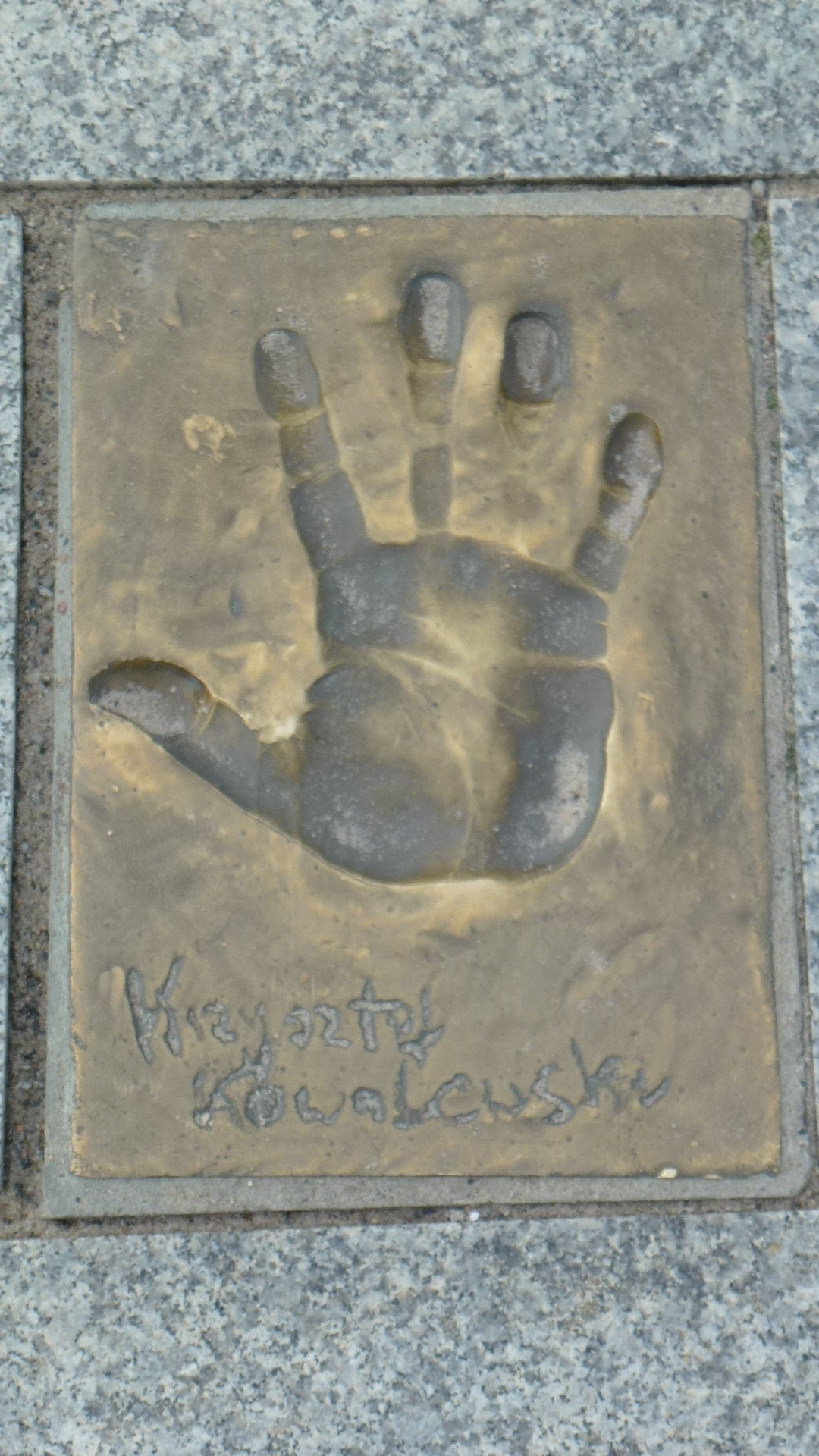
Odcisk gwiazdy w Alei Gwiazd w Międzyzdrojach

- 1995: Wallace i Gromit: Podróż na Księżyc – Wallace (pierwsza wersja dubbingowa)
- 1995: Wallace i Gromit: Wściekłe gacie – Wallace (pierwsza wersja dubbingowa)
- 1995: Wallace i Gromit: Golenie owiec – Wallace (pierwsza wersja dubbingowa)
- 1996: Opowieści taty bobra – tata Bóbr
- 1999: Wrota Baldura –
  - Korax,
  - Tiax,
  - Sobowtórniaki
- 1999: Tarzan – Tantor
- 1999: Airline Tycoon – dyrektor lotniska
- 2002: Całe zdanie nieboszczyka – szef mafii
- 2002: Lilo i Stich – Jumba
- 2003: Stich: Misja – Jumba
- 2004: Nawiedzony dwór – duch #2
- 2004: Pamiętnik księżniczki 2: Królewskie zaręczyny – Mabrey
- 2004–2005: Lilo i Stich – Jumba
- 2005: Lilo i Stich 2: Mały feler Sticha – Jumba
- 2005: Zebra z klasą – Woodzie
- 2005: Szeregowiec Dolot – Sierżant
- 2006: Opowieści z Narnii: Lew, czarownica i stara szafa – Pan Bóbr
- 2006: Neverwinter Nights 2 – Aldanon
- 2006: Auta – Szeryf
- 2006: Skok przez płot – Vincent Niedźwiedź
- 2006: Leroy i Stich – Jamba
- 2007: Smocze wzgórze – Ethelbert
- 2007: Stefan Malutki – Mieczysław
- 2007: Ratatuj – Gusteau
- 2007: Assassin’s Creed – Abu’l Nuqoud
- 2007: Magiczna kostka – Ethelbert
- 2008: Lissi na lodzie – Diabeł
- 2008: Piorun – Gołąb
- 2008–2012: Bujdy na resorach – Szeryf
- 2009: Opowieści na dobranoc – Barry Nottingham
- 2009: Lato Muminków – narrator
- 2009: Esterhazy – pracodawca
- 2009: Królewna Śnieżka i siedmiu krasnoludków – Wesołek (druga wersja dubbingowa)
- 2010: Stich! – Jumba
- 2010: Ciekawski George 2
- 2011: LittleBigPlanet 2 – Clive Handworth
- 2011: Rio – Luiz
- 2011: Auta 2 – Szeryf
- 2011: The Elder Scrolls V: Skyrim – Arngeir
- 2013: Gdzie jest Gwiazdka? – Święty Mikołaj
- 2013: Ratujmy Mikołaja! – Święty Mikołaj
- 2013–2014: Pozdrowienia z Chłodnicy Górskiej – Szeryf
- 2014: Rio 2 – Luiz
- 2014: Siedmiu krasnoludków ratuje Śpiącą Królewnę – Palnik
- 2016: Bociany – Jasper
- 2017: Auta 3 – Szeryf
- 2019: Zabij to i wyjedź z tego miasta – Pan Wacław